# Reprezentacja Serbii na Mistrzostwach Świata w Narciarstwie Klasycznym 2009
Reprezentacja Serbii na Mistrzostwach Świata w Narciarstwie Klasycznym 2009 liczyła 4 sportowców. Najlepszym wynikiem było 91. miejsce (Belma Šmrković) w sprincie kobiet.

## Wyniki

### Biegi narciarskie mężczyzn
Sprint
- Amar Garibović – 109. miejsce (odpadł w kwalifikacjach)
- Rejhan Šmrković – 112. miejsce (odpadł w kwalifikacjach)
- Sanjin Dizdarevic – 118. miejsce (odpadł w kwalifikacjach)

### Biegi narciarskie kobiet
Sprint
- Belma Šmrković – 91. miejsce (odpadła w kwalifikacjach)